# Nikon FE
Die Nikon FE ist eine analoge Kleinbild-Spiegelreflexkamera (35 mm) des japanischen Herstellers Nikon mit Verschlusszeitenautomatik bei Blendenvorwahl. Sie kam im Jahr 1978 auf den Markt und war komplett aus Metall gefertigt. Die kompakte, stabile Bauweise stieß auf großes Interesse und machte die Nikon FE zu einem Erfolgsmodell. Die Modellbezeichnung FE ist auf der Vorderseite nicht sichtbar; sie findet sich in kleiner Schrift nur auf der Rückseite.
1983 wurde die Nikon FE durch die Nikon FE2 abgelöst.
1997 versuchte Nikon noch einmal mit dem Modell FE10 an den Erfolg der FE und FE2 anzuknüpfen.

## Technische Merkmale der Nikon FE
Die Nikon FE nutzt das bei Nikon bewährte F-Bajonett und setzt (wie schon die Nikon FM, die 1977 auf den Markt kam) auf die 1977 eingeführte AI-Kupplung, die den Objektivwechsel deutlich vereinfacht.
Sie verfügt über einen elektronisch gesteuerten Verschluss und benötigt daher anders als die ein Jahr davor erschienene Nikon FM zwei Knopfzellenbatterien. Ohne Batterie kann mit der Belichtungszeit 1/90 s fotografiert werden.
Am Einstellrad rechts des Suchers lassen sich Belichtungszeiten zwischen 8 s und 1/1000 s einstellen. In Stellung Auto wählt die Kamera automatisch die passende Belichtungszeit zur eingestellten Blende. Die aktuelle Belichtungszeit wird im Sucher stufenlos angezeigt. In Stellung M90 kann mechanisch mit 1/90 s bei fehlender Batteriespannung fotografiert werden. Bei manueller Wahl einer Belichtungszeit kann die korrekte Belichtung im Nachführverfahren eingestellt werden. Belichtungskorrekturen von −2 bis +2 lassen sich über den Einstellring links des Suchers vornehmen.
Mit Elektronenblitzgeräten synchronisiert die Nikon FE bis zur Verschlusszeit 1/125 s. Die Standard-Mattscheibe (Modell K) kann ausgewechselt werden. Die Belichtungsmessung arbeitet mittenbetont nach der Offenblendmessmethode. Über die ASA-Einstellscheibe lassen sich Filmempfindlichkeiten (ASA-Werte) von 12 bis 3200 einstellen.

## Nachfolgemodelle

### Das Nachfolgemodell Nikon FE2

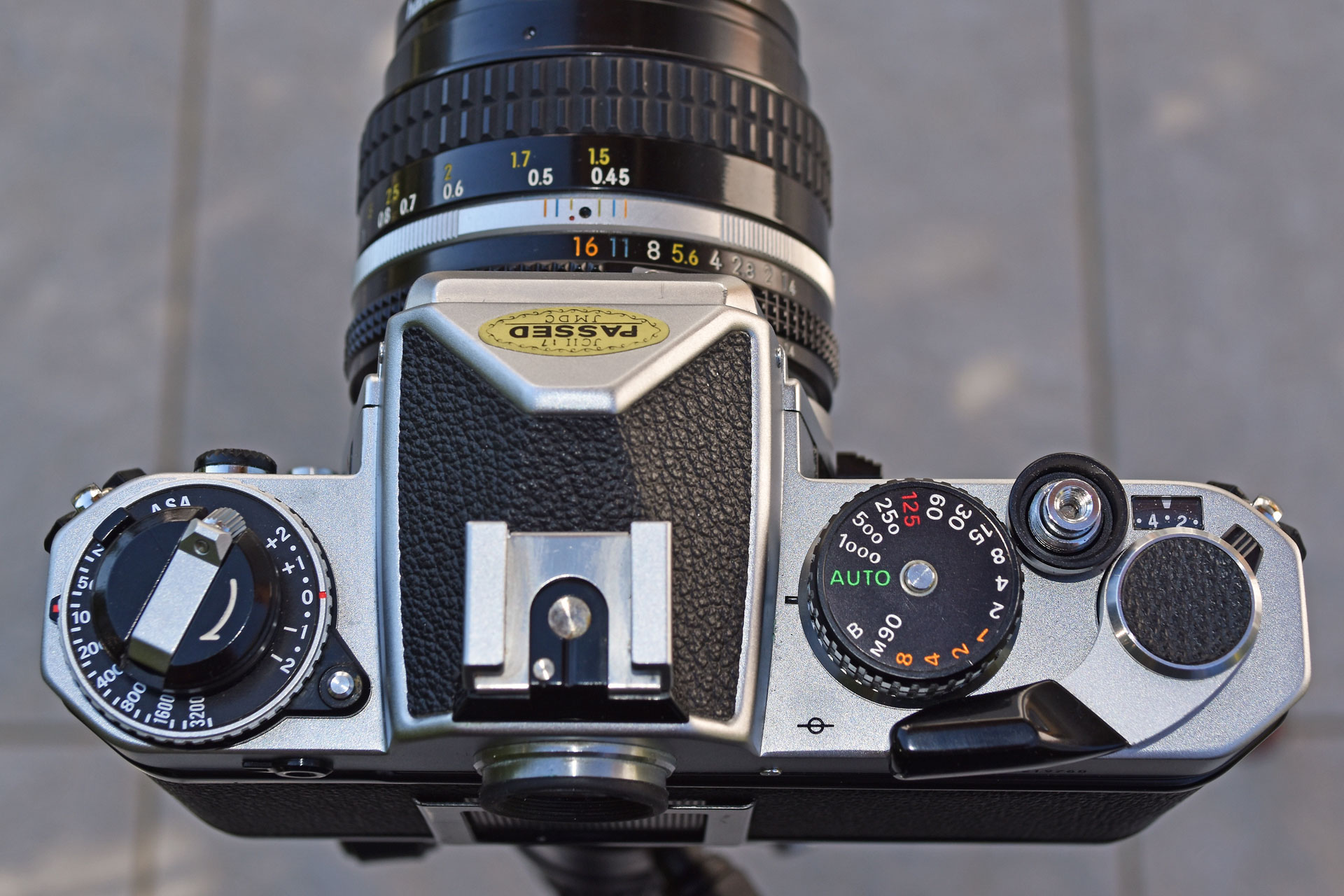
Bedienelemente der Nikon FE

Wesentliche Verbesserung gegenüber der Nikon FE war die modernisierte Elektronik und der schnelle Verschluss, der Verschlusszeiten bis zu 1/4000 s ermöglichte. Nikon pries sie bei der Markteinführung als die schnellste Kleinbild-Spiegelreflex. Weitere Verbesserungen waren u. a. die TTL-Blitzsteuerung, eine hellere Mattscheibe.

### Das Nachfolgemodell Nikon FE10

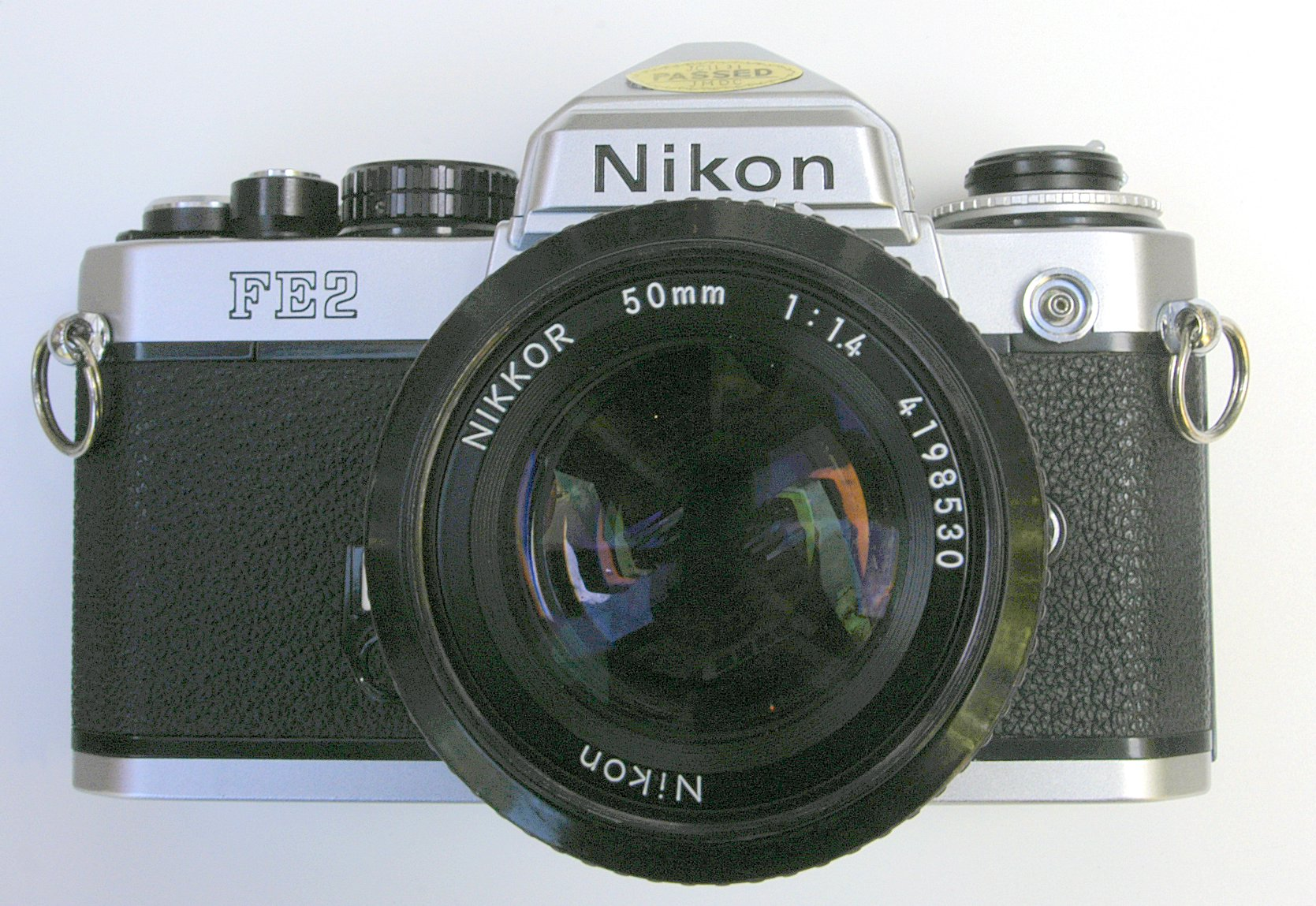
Nikon FE2

Die Nikon FE10 erschien 1997 und war für diese Zeit völlig untypisch; z. B. hatte sie keinen Autofokus. Die Kamera wurde von der Firma Cosina für Nikon gefertigt und sollte Einsteigern eine kostengünstige Nikon-Kamera ermöglichen.